# María Chiriboga y Villavicencio
María Micaela Chiriboga y Villavicencio (Riobamba, c.1761 - desconocido) fue una ecuatoriana de clase alta, es conocida por el juicio contra Eugenio Espejo en 1787 por injurias graves a causa de su texto "Cartas riobambenses".

## Biografía
Nació en Riobamba en 1761, fue hija del doctor José Chiriboga y de Josefa Teresa Villavicencio Guerrero; se casó con el Capitán de Milicias don Ciro de Vida y Torres en 1781 y desde 1782 inició una relación amorosa con el Teniente Ignacio Barreto.

## Cartas riobambenses
Eugenio Espejo publicó su obra Representación de los curas de Riobamba en defensa de los sacerdotes que eran acusados por José Miguel Vallejo e Ignacio Barreto de malgastar el dinero de la provincia en festejos;
 
el texto ocasionó varias querellas y polémicas, Espejo se alteró y desde el 7 de marzo de 1787 sacó 10 artículos titulados Cartas Riobambenses, en este texto él denunció varios desmanes e intimidades de Berdardo Darquea, Vallejo y Barreto, también incluyó la relación clandestina que este último tenía con María Chiriboga:

...Y a pesar de que disfraza con nombres ficticios a los personajes que aparecen en las Cartas, todos comprenden sin dificultad a quienes se refiere: Vargas es Barreto; Cabrera es Vallejo; Cepeda es Darquea; Pedro Monteverde es José Chiriboga; Madamita Monteverde, su hija María.
Marco Chiriboga Villaquirán(2009)

En estas cartas Eugenio Espejo satirizó la vida de María Chiriboga, le dio el seudónimo de Madamita Monteverde, mostrando a una mujer de dudosa reputación y honra mancillada:
, y con este apodo él describe así al Teniente Barreto y el deseo que siente por él, su amante

...Nos morimos por los guapos - dice Madamita Monteverde - y así, a un hombre que enristre con vigor la lanza, que tome una cuerda y la ponga con destreza sobre la media luna eclipsada de un toro, que sea membrudo, ancho de espaldas, fuerte de bigotes, esforzado de ojos, tieso al andar, más tieso al escupir, bien nutrido con cecina, entre montañés y castellano viejo, y que piense noblemente, a uno de estos, digo, le meto en lo más íntimo de mis entrañas, quiérolo como a mi misma, peno, lloro y muero por él...
Eugenio Espejo - Cartas Riobambenses (1787)

### Juicio
A consecuencia de las cartas, María Chiriboga y Villavicencio enjuició en 1787 a Eugenio de Santa Cruz y Espejo acusándolo de injuriar gravemente a su padre José Chiriboga y a ella; testificaron 30 personas en defensa de los Chiriboga, la mayoría eran parientes y amigos de la acusadora. El juicio duró tres años, en aquella época provocó escándalo en Riobamba, Quito y en el Virreinato de Santa Fe, el proceso concluyó en 1790.